# Józef (Bosch)
Józef, imię świeckie Leandro Bosch (ur. 1 stycznia 1976 w Cordobie) – argentyński duchowny prawosławny w jurysdykcji Patriarchatu Konstantynopola, od 2012 biskup pomocniczy metropolii Buenos Aires, ze stolicą tytularną w Patarze.

## Życiorys
W 1997 przyjął święcenia diakonatu, a w 2000 prezbiteratu. 19 sierpnia 2012 otrzymał chirotonię biskupią.